# АПР-40
АПР-40 je румунски вшецевни бацач ракета који је настао на бази совјетског БМ-21 Град система, уведен у оперативну употребу1978. године. Лансер са 40 цијеви је постављен на шасију камиона ДАK 15.215 ДФАЕГ.

## Опис
Лансер се састоји од 40 цеви распоређених у 4 реда по 10 цеви. Лансер испаљује две варијанте ракета:
- М21-ОФ-ФП, тренутно-фугасна ракета домета 20,4 km и
- М21-ОФ-С, тренутно-фугасна ракета домета 12,7 km.

Лансер ракета је праћен краном МИТЦ као и камионом за транспорт ракета РМ13 који има капацитет од 120 ракета. Систем је постављен на шасију камиона ДAK 15.215 ДФАЕГ 5t 6x6. 2002. Румунија је у сарадњи са Израелом модернизирала АПР-40 системе у систем ЛАРОМ. Овај систем је кориштен током Рата у Босни и Херцеговини од стране хрватске војске.

## Историја употребе
Коришћен је у неколико војних сукоба као што су : Заливски рат, Грађански рат у Југославији и рату у Ираку.

## Корисници
- Румунија- 152
- Боцвана
- Босна и Херцеговина- 36[тражи се извор]
- Хрватска
- Иран
- Ирак
- Камерун- 20
- Либерија
- Молдавија- 30
- Нигерија- 18